# Chemtrail

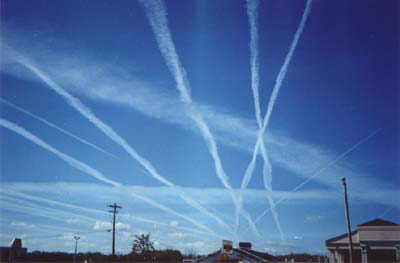
Kondenzcsíkok a levegőben, a legelképesztőbb konspirációs teóriákat megalapozó légköri jelenség az égbolton

A chemtrail (chemical trail azaz vegyi csík) összeesküvés-elmélet hívei azt állítják, hogy a chemtrail-repülőgépek titokban mérgező vegyi anyagokat permeteznek, melyek megmérgezik és butítják a lakosságot. Az időjárás-befolyásolást és a pszichológiai manipulációt is időnként célként említik az elmélet hívei.

## Története
Az elmélet 1996-ban kapott szárnyra, amikor az a vád érte az Egyesült Államok Légierejét, hogy szándékosan rejtélyes anyagokat juttat a levegőbe, szokatlan légköri jelenségek kíséretében. További spekulációra adott okot a „Weather as a Force Multiplier: Owning the Weather in 2025” c. kutatás, amely a chemtrail-elmélet szószólói olvasatában bizonyíték, hogy az Egyesült Államok katonasága tudja befolyásolni az időjárást. A dolgozat valójában egy olyan fiktív forgatókönyvön alapul, amelyben a légierőnek időjárás-befolyásoló fegyvert kell bevetnie, hogy fenntartsa a 2025-re vélhetően elvesztett katonai fölényét. A dokumentum sehol nem említi meg, hogy a polgári lakosság ellen bevetnének ilyen fegyvereket, és az is kiderül belőle, hogy jelenleg semmi ilyesmi nincs gyakorlatba ültetve.
Az alternatív elképzelés első hirdetői között van William Thomas tényfeltáró újságíró, aki szerint a permetezésben nemcsak katonai gépek, hanem a polgári utasszállítók is benne vannak. Toni Thayer, a Blue Skies International ügyvezető igazgatója úgy véli, a permetezés mögött az ún. Új Világrend áll, amely egy háttérből irányító szűk elit, akik a lakosságot egy „kezelhető” számra kívánják lecsökkenteni, hogy azok felett rabszolgatartóként tudjanak uralkodni.
Sokak meggyőződése[forrás?], hogy a mérgező anyagokat (a leggyakoribb elképzelések szerint alumínium port, stronciumot, báriumot) permetező repülőgépek valójában nem szállítanak utasokat, sőt még pilóták sincsenek rajtuk, hanem távvezérlésű robotgépek. Mások úgy hiszik[forrás?], a repülőgépek nem csupán mérgező anyagokat, de ezen felül nanorobotokat is szórnak, amelyek belégezve infarktust, agyvérzést okoznak. A meggyőződést cáfolók szerint[forrás?] ez akkora anyagi ráfordítást követelne azoktól, akik az állítólagos „népirtás” hátterében állnak, ami nem állna arányban az állítólagos célokkal.

## Állítólagos bizonyítékok

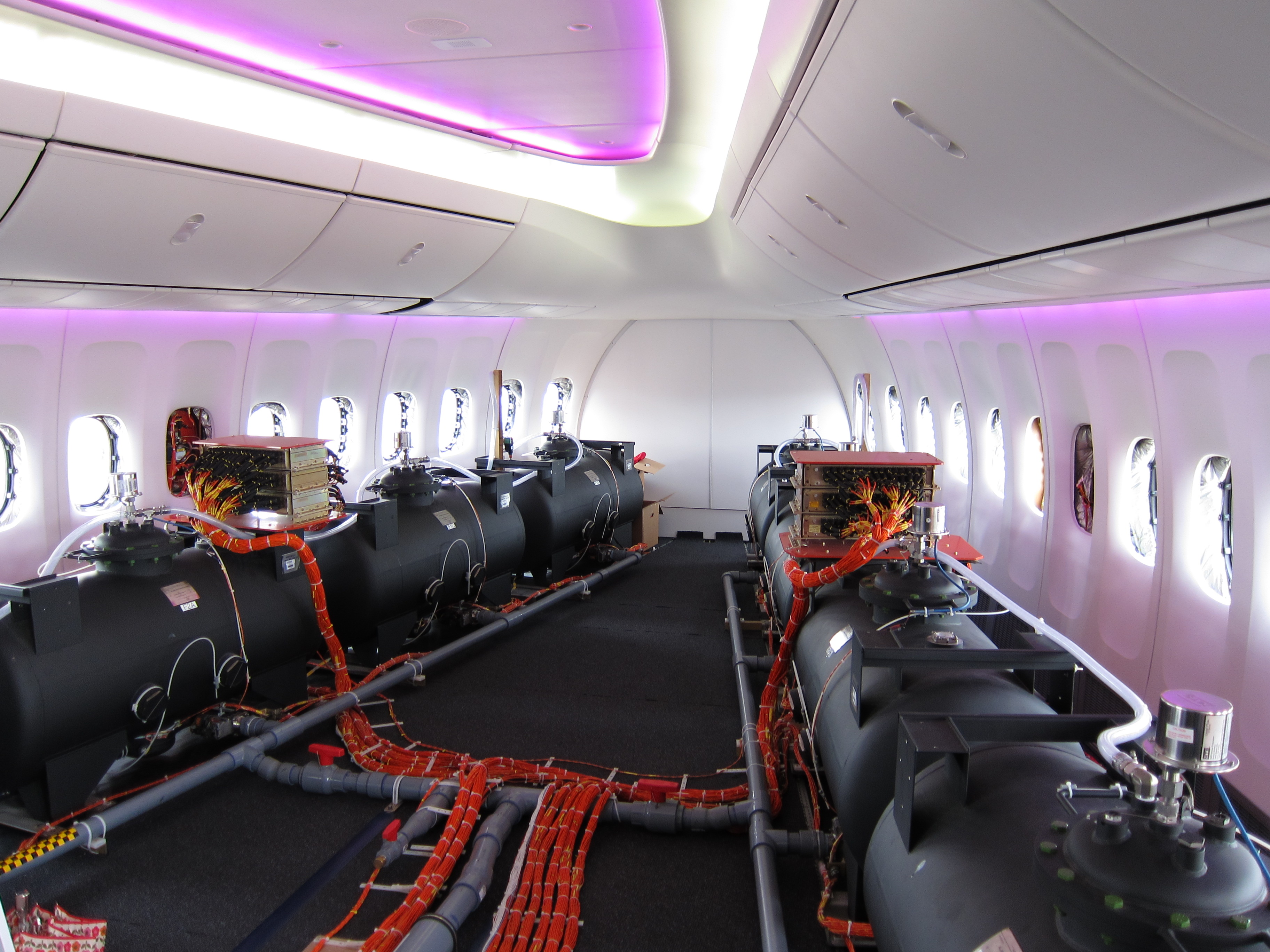
Boeing 747–8 repülési teszteléshez átalakított belső tere. A szürke tartályokban lévő víz átpumpálásával változtatják a gép súlypontját. A vörös kábelek a kabinnyomás dinamikus teszteléséhez szükségesek

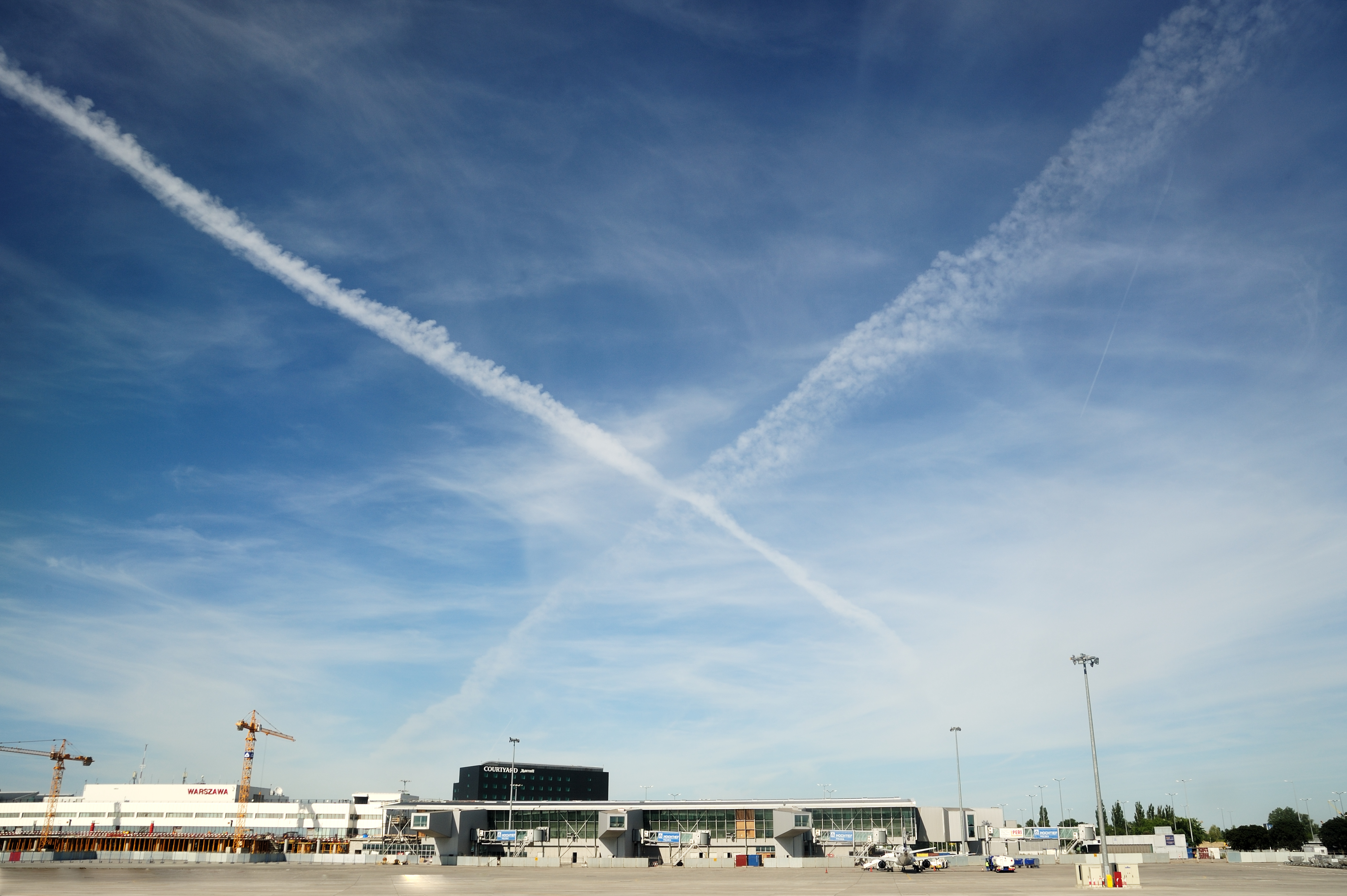
Jel az égbolton, amikor két repülőgép útvonala keresztezte egymást

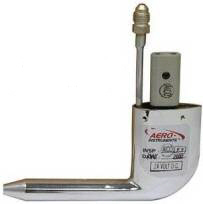
Egy kiszerelt Pitot-cső, ami a repülőgép körüli levegő nyomását/áramlását teszi mérhetővé. Erről gondolják, hogy vegyianyag szórófej

A leggyakrabban felsorakoztatott bizonyítékok olyan fotók, amelyek szokatlan légköri jelenségeket (nagyrészt hosszú, időnként egymást keresztező csíkok az égen) dokumentálnak. Megtalálhatóak olyan képek is az interneten, amelyek a repülőgépek fedélzetén gyanús tartályokat mutatnak. Igaz, arra vonatkozóan nincs információjuk, hogy mik vannak a tartályban, de a repülőgépek tesztelésekor bevett eljárás, hogy vízzel megtöltött hordókkal szállnak fel a gépek, hogy teszteljék annak stabilitását, egyensúlyát. Legalább egy képről, amelyen a „HAZMAT INSIDE” (veszélyes anyagok a tartályokban) felirat van, kiderült, hogy hamisítvány.
Repülőgépek oldalain is lefotóztak számos szokatlan tartozékot, amelyek ránézésre alkalmasak lehetnek vegyszerek kibocsátására. Néhányukról tényszerűen tudjuk, hogy nem erre a célra lehet a fúvókákat alkalmazni.
Vannak elméletek, miszerint a vegyi anyag permetezése csak bizonyos országok felett zajlik, még más országok „védettek”, azaz ott ilyen tevékenység nem folyik. Az elmélet hívei azt azonban nem veszik figyelembe, hogy a 10-12 kilométer magasságban a légkörbe kerülő, mikroszkopikus anyagok a futóáramlások segítségével elméletileg a bolygó bármelyik pontjára eljuthatnak, ilyen módon tehát nem létezne effajta védettség.
Ide tartozik az az elgondolás, hogy azok, akik a permetezést megrendelik és végzik, valamint az ő hozzátartozóik és családtagjaik védőoltást kapnak a chemtrail ellen. Azt azonban még az elmélet hívei sem tudják megmagyarázni, hogyan lehet védőoltással védekezni a kipermezett fémek, valamint nanorobotok ellen.
Az elmélet képviselői körében, valamint konteó-hívő weboldalakon és bulvárlapokban gyakran felbukkannak olyan kijelentések, miszerint egyes vezető személyiségek (például politikusok, pilóták) már elismerték a chemtrail létezését. Ezen állításokról is számos alkalommal kiderült, hogy hamisak.
A legtöbb chemtrail melletti bizonyíték szembemegy a józan logikával. Ilyen például az, hogy ha a mérgező anyagok permetezése globális szinten folyna, az vélhetően több tízezer főnyi technikai személyzetet is igényelne, így kizárt, hogy ne akadna legalább néhány kiszivárogtató.

## Geoengineering
A geoengineering olyan elképzelés, miszerint ha a globális felmelegedés kordában tartása kudarcba fullad, lehetséges más, direktebb módon lehűteni a bolygót. Két fő elképzelés létezik: az egyik, hogy szén-dioxidot vonunk ki a levegőből, a másik, hogy különböző módszerekkel a Földre érkező napsugarak egy részét visszaverjük (aeroszolok, légbe juttatott vegyületek stb).
A chemtraillel kapcsolatos elméletek egyike, hogy a geoengineering csupán egy fedőtörténet, ami alatt indokoltan, feltűnés nélkül és korlátlanul tudja a háttérhatalom folytatni a permetezést. Az alternatív elmélet képviselői figyelmen kívül hagyják azt a tényt, hogy a geoengineering még csak egy elképzelés, egy vészforgatókönyv, amelynek a hatásait mélyebben kell még tanulmányozni – ezt a tudományos közösség is elismeri.
Az ENSZ közgyűlése - vélhetően a módszer kockázatossága miatt - 2010-ben moratóriumot rendelt el az ügyben, így jelenleg egyetlen tagállam sem végezhet ilyen beavatkozást.

## Kondenzcsík és chemtrail
Az összeesküvés-elmélet egyes hirdetői különbséget tesznek a kondenzcsík és a chemtrail között. A kondenzcsík eszerint természetes jelenség, egy rövid és gyorsan eltűnő nyomvonal a repülőgép mögött, a chemtrail viszont a szándékosan szórt méreganyag bizonyítéka, mely hosszabb ideig marad fenn az égen és szét is terjedhet.
A tudomány képviselői elutasítják ezt a kettősséget, szerintük a hosszan fennmaradó és szétterülő légköri jelenségek is kondenzcsíkok, mert nincs tudományos érv arra, hogy a kondenzcsíkok csak rövid ideig maradnak fenn az égen. A kondenzcsíkok fennmaradásának ideje, milyensége nagyban függ az olyan légköri jelenségektől, mint a hőmérséklet, a relatív páratartalom vagy a légköri nyomás. Ha a körülmények megfelelőek, spontán módon is elindul a felhő- vagyis magaslati ködképződés, amelyet bármilyen nyomásváltozás, például egy elhaladó repülőgép is felerősíthet.

## Chemtrail-ellenes aktivizmus
2012. május 15-én Korondi Miklós írásbeli kérvényt nyújtott be Kövér Lászlónak, melynek címe: „Meddig permetezik vegyszerekkel hazánk lakosságát, mint a csótányokat?". Beadványában számos kérdést intézett az Országgyűlés elnökéhez, amelyre Hende Csaba honvédelmi miniszter azt válaszolta, hogy „…a Magyar Honvédség engedélyével vagy tudomásával Képviselő Úr levelében említett tevékenység nem folyik…”
2014. január 25-én nemzetközi tiltakozó napot tartottak világszerte. Magyarországon a Petőfi Csarnokban került az esemény megrendezésre. Az eseményről számos hírportál, köztük az Index, a Magyar Narancs és a hvg.hu is beszámolt. A Magyar Narancs beszámolója szerint mintegy 2-300 ember volt jelen az eseményen.
Magyarországon jelenleg néhány ember van, aki a chemtrail-téma kutatójának nevezi magát, ők főleg a Facebookon osztják meg elméleteiket. Ezek az emberek bizonyíthatóan nem rendelkeznek semmiféle tudományos fokozattal kémiából, fizikából, vagy más olyan ismerettel, amely a légkör működéséhez vagy az időjáráshoz köthető, valamint tényleges kutatást sem végeznek, csupán elméleteket alkotnak, így „eredményeik” erősen megkérdőjelezhetőek.